# Bizarre Leprous Production
Bizarre Leprous Production ist ein tschechisches Musiklabel aus Lanškroun (deutsch Landskron). Es ist vor allem auf die Genres Goregrind und Grindcore spezialisiert. Darüber hinaus ist es auch als Vertrieb tätig.

## Veröffentlichungen (Auswahl)
Alben
- Ahumado Granujo: Splatter-Tekk (2004)
- Blood Duster: Menstrual Soup 1991 Demo (Wiederveröffentlichung, 2005)
- Jig-Ai: Jig-Ai (2006)
- Rompeprop: Gargle Cummics (2010)
- Gutalax: Shit Beast (2011)

Sonstige
- Agathocles / Groinchurn: Grinding Madness Compilation (Split, 1996)
- Cabal / Mucupurulent: Remind the Bizarre (Split, 1998)
- Disgorge / Squash Bowels: Disgorge / Grind Your Head (1998)
- PTAO / Seven Minutes of Nausea: Split-EP (2000)
- Cock and Ball Torture / Filth / Negligent Collateral Collapse / Downthroat: CBT / Filth / Downthroat / NCC (Split, 2001)
- Comeback of Goregods: Tribute to Regurgitate (Kompilation, 2001)
- Lymphatic Phlegm / Torsofuck: Disgusting Gore and Pathology/Polymorphisms to Severe Sepsis in Trauma (2003)
- Blood / Impetigo: Blood | Impetigo (2015)